# کباب بلغاری

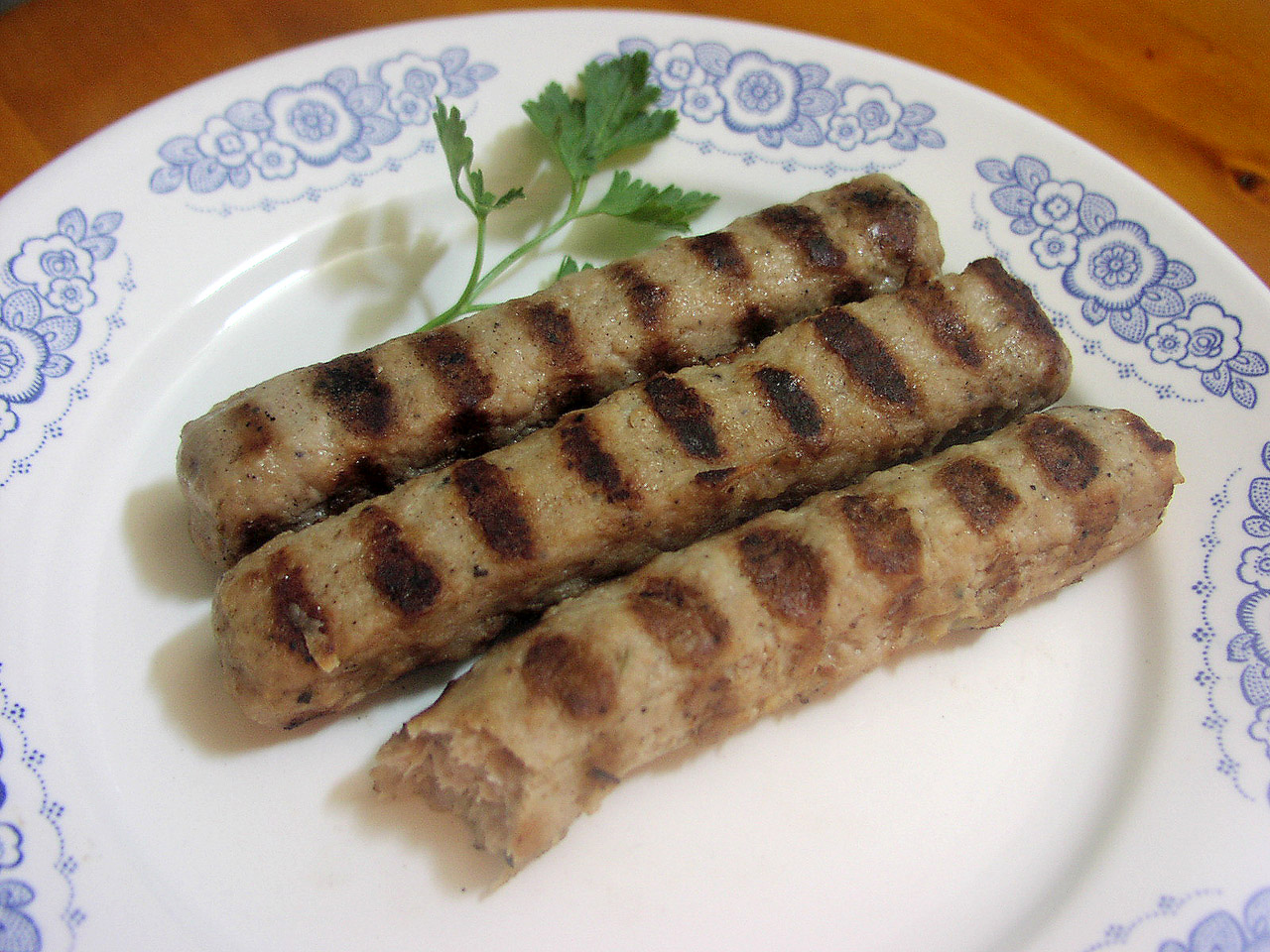
یک نمونه کباب بلغاری سه تایی

کباب بلغاری (بلغاری: кебапче) بشقابی حاوی گوشت چرخ کرده با ادویه‌های مختلف است. گوشت کباب شده به شکل یک استوانه دراز و شبیه هات داگ است. معمولاً مخلوطی از گوشت خوک و گوشت گوساله در تهیه آن به کار میرود، در بعضی از دستور تهیه‌ها هم فقط از گوشت گوساله یا گوشت خوک استفاده شده‌است.

## مواد لازم
- راسته گوساله
- پیاز
- فلفل دلمه‌ای
- روغن مایع
- فلفل سیاه و نمک